# Cesta Ljubljanske brigade, Ljubljana
Cesta Ljubljanske brigade je ena izmed cest v Ljubljani. 

## Urbanizem
Cesta se prične na križišču s Litostrojsko cesto in se konča v križišču s Ulico Jožeta Jame. Poteka vzporedno s železniško progo Ljubljana - Jesenice d.m..
Cesto so zgradili v 70. letih 20. stoletja pred obsežno rekonstrukcijo Celovške ceste iz dvo v štiripasovnico. V času zapore Celovške ceste je Cesta Ljubljanske brigade služila kot nadomestna obvozna cesta v smeri Gorenjske.
Od decembra 2011 se pri križišču z Litostrojsko cesto nahaja sodobna plinska polnilnica.

## Javni potniški promet
Po Cesti Ljubljanske brigade potekata trasi mestnih avtobusnih linij 8 in 8B.
Na vsej cesti so tri postajališča mestnega potniškega prometa.

### Postajališča MPP
| postajališče               | št. linije |
| -------------------------- | ---------- |
| 804161 IMP                 | 8, 8B      |
| 803071 Tehnounion          | 8, 8B      |
| 803061 Ljubljanske brigade | 8, 8B      |

| postajališče               | št. linije |
| -------------------------- | ---------- |
| 803062 Ljubljanske brigade | 8          |
| 803072 Tehnounion          | 8          |
| 804162 IMP                 | 8          |